# 汤姆·科泽尔科
托马斯·威廉·科泽尔科（英語：Thomas William Kozelko，1951年7月1日—），美国NBA联盟前职业篮球运动员。他在1973年的NBA选秀中第3轮第48顺位被首都子弹选中。